# تاكاو واتانابي
تاكاو واتانابي (بالكانا:わたなべ たかお) هو سياسي ياباني، ولد في 1 فبراير 1950 في اليابان. حزبياً، نشط في حزب كوميتو الجديد وحزب الآفاق الجديدة. انتخب عضو مجلس المستشارين ( – 28 يوليو 2013).